# Parascaptia insignifica
Parascaptia insignifica là một loài bướm đêm thuộc phân họ Arctiinae, họ Erebidae.